# Emeraude Toubia
Emeraude Toubia (Montréal, 1º marzo 1989) è un'attrice, conduttrice televisiva e modella statunitense, di origini libanesi e messicane.Nota per interpretare Isabelle Sophia Lightwood nella serie di Freeform, Shadowhunters. Toubia è apparsa precedentemente come concorrente nelle competizioni Nuestra Belleza Latina e Model Latina.

## Biografia
Toubia è nata in Canada e cresciuta a Brownsville, Texas, come figlia unica, da madre messicana e padre libanese. Parlando della sua nazionalità, Toubia ha dichiarato: «Sono fiera di dove vengo. Mia mamma è messicana, mio padre è libanese e io sono statunitense, e penso che questo sia quello che vuol dire essere americani. È un miscuglio.»
Da piccola, ha studiato danza accademica, flamenco, danza orientale e lyrical dance. L'attrice ha studiato alla Homer Hanna High School in Brownsville. Nel 2010 si è trasferita a Miami, dove è rimasta fino a quando si è spostata a Los Angeles nel 2015.

### Carriera
Fin dall'età di 15 anni Toubia aveva partecipato a concorsi di bellezza; è stata incoronata Miss South Texas, Miss Rio Grande Valley America e Miss Teen Brownsville. Toubia divenne conosciuta per la prima volta nel 2008, quando fu selezionata per partecipare alla seconda stagione del concorso di bellezza della Univision, Nuestra Belleza Latina, in cui i partecipanti imparavano a recitare, presentare, ballare e altre attività; Toubia si è classificata seconda. Da allora ha partecipato a molte pubblicità, come quelle della Maybelline, J. C. Penney, Sony, Garnier, e AT&T. Nel 2009 ha partecipato alla seconda stagione del concorso Model Latina, finendo al quinto posto. È stata poi semifinalista a Miss Texas USA 2010. Dal 2011 al 2013 Toubia ha fatto da presentatrice per molti show di musica e di intrattenimento della NBC Universo, inclusi The Arena, 18 & Over e mun2POP.
Al 2013 risale il suo debutto come attrice, nel ruolo di Elizabeth nella telenovela del canale latinoamericano Nickelodeon 11-11: En mi cuadra nada cuadra, per la quale è stata allenata dall'attrice nominata agli Oscar, Adriana Barraza. Nel 2014 è apparsa con Dulce Rincón nella telenovela di Venevisión Cosita Linda. L'anno seguente, Toubia ha interpretato Stephanie "Stefi" Karam nella telenovela della Univision-Venevisión Voltea pa' que te enamores.
Nel 2015 è stata scelta per il ruolo di Isabelle Lightwood nella serie di Freeform Shadowhunters, basata sulla serie di libri scritti da Cassandra Clare. Il primo episodio è stato mostrato in anteprima il 12 gennaio 2016. Sempre nel gennaio del 2016 è apparsa insieme a Prince Royce nel video musicale della sua canzone Culpa al Corazón.
Nel 2021 è stata scelta per il ruolo di Lily Diaz nella serie di Prime Prime Video Con Amore (With Love). Dopo due stagioni la serie è stata cancellata.

### Vita privata
Nel 2011 inizia una relazione con il cantautore Prince Royce. La coppia si è sposata il 1º  dicembre 2018 ed ha annunciato il divorzio a marzo 2022.

## Filmografia
- Aurora – serie TV, 1 episodio (2010)
- 11-11: En mi cuadra nada cuadra – serie TV, 75 episodi (2013)
- Cosita Linda – serie TV, 1 episodio (2014)
- Voltea pa' que te enamores – serie TV, 29 episodi (2015)
- Tattooed Love, regia di Alejandro Antonio ed Alberto Portillo - film TV (2015)
- Shadowhunters – serie TV 55 episodi (2016-2019)
- Un'estate romantica (Love in the Sun) – film TV, regia di R.C. Newey (2019)
- Holiday in Santa Fe - film TV, regia di Jody Margolin Hahn (2021)
- Con amore (With love) - serie TV (2021)

## Doppiatrici italiane
Nelle versioni in italiano delle opere in cui ha recitato, Emeraude Toubia è stata doppiata da:
- Giulia Franceschetti in Shadowhunters, With Love
- Mariagrazia Cerullo in 11-11: En mi cuadra nada cuadra
- Perla Liberatori in Un'estate romantica

## Videografia
- Me vas a Recordar - Servando & Florentino (2010)
- Culpa al Corazón - Prince Royce (2016)